# Diócesis de Clifton
La diócesis de Clifton (en latín: Dioecesis Cliftoniensis y en inglés: Roman Catholic Diocese of Clifton) es una circunscripción eclesiástica de la Iglesia católica en el Reino Unido. Se trata de una diócesis latina, sufragánea de la arquidiócesis de Birmingham. Desde el 14 de marzo de 2024 su obispo es John Bosco MacDonald.

## Territorio y organización

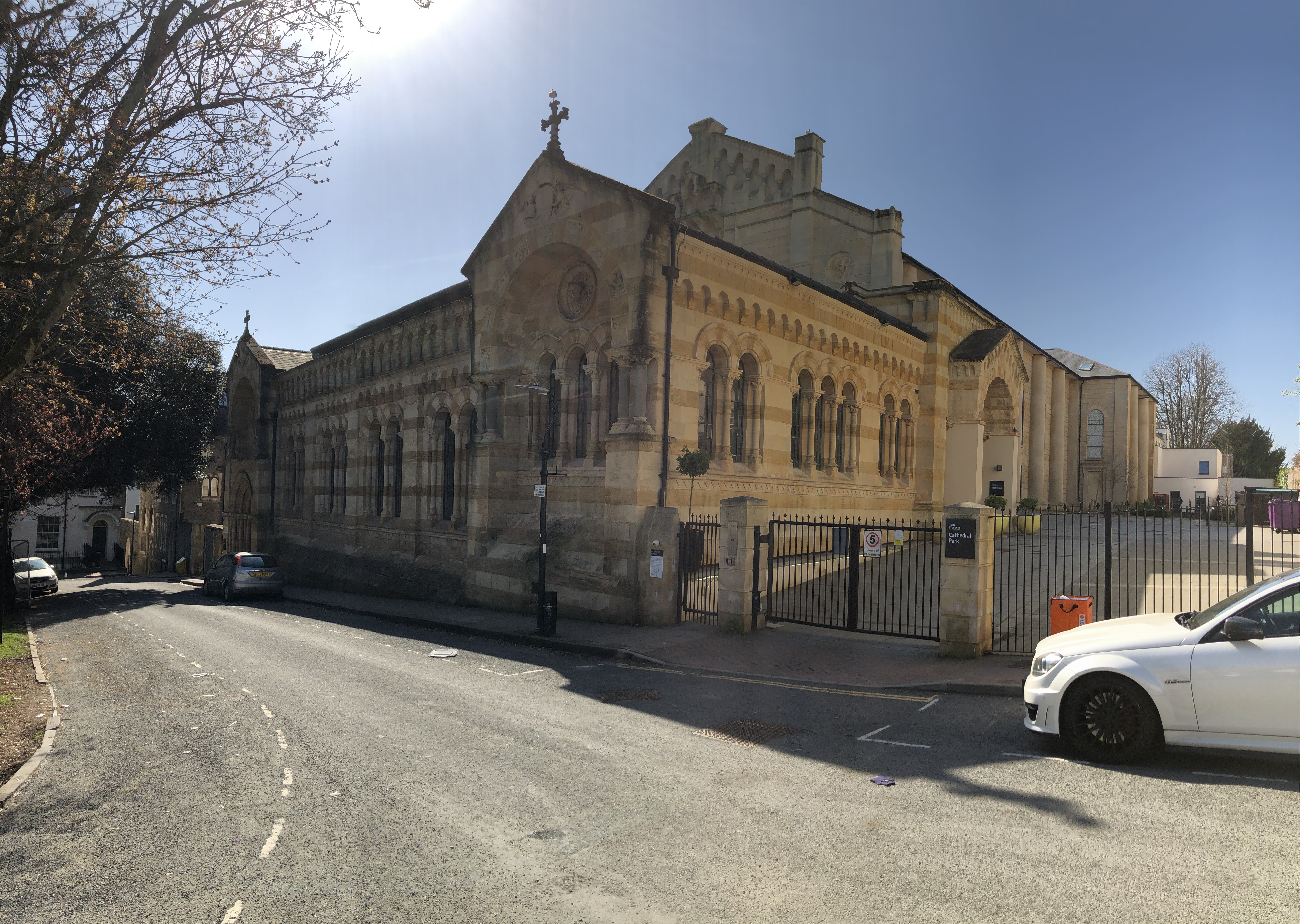
Exprocatedral de los Santos Apóstoles, en Clifton

La diócesis tiene 10 916 km² y extiende su jurisdicción sobre los fieles católicos de rito latino residentes en parte de Inglaterra en la ciudad y el condado de Bristol, los condados ceremoniales de Gloucestershire, Wiltshire y Somerset y las autoridades unitarias de Bath y noreste de Somerset y North Somerset.

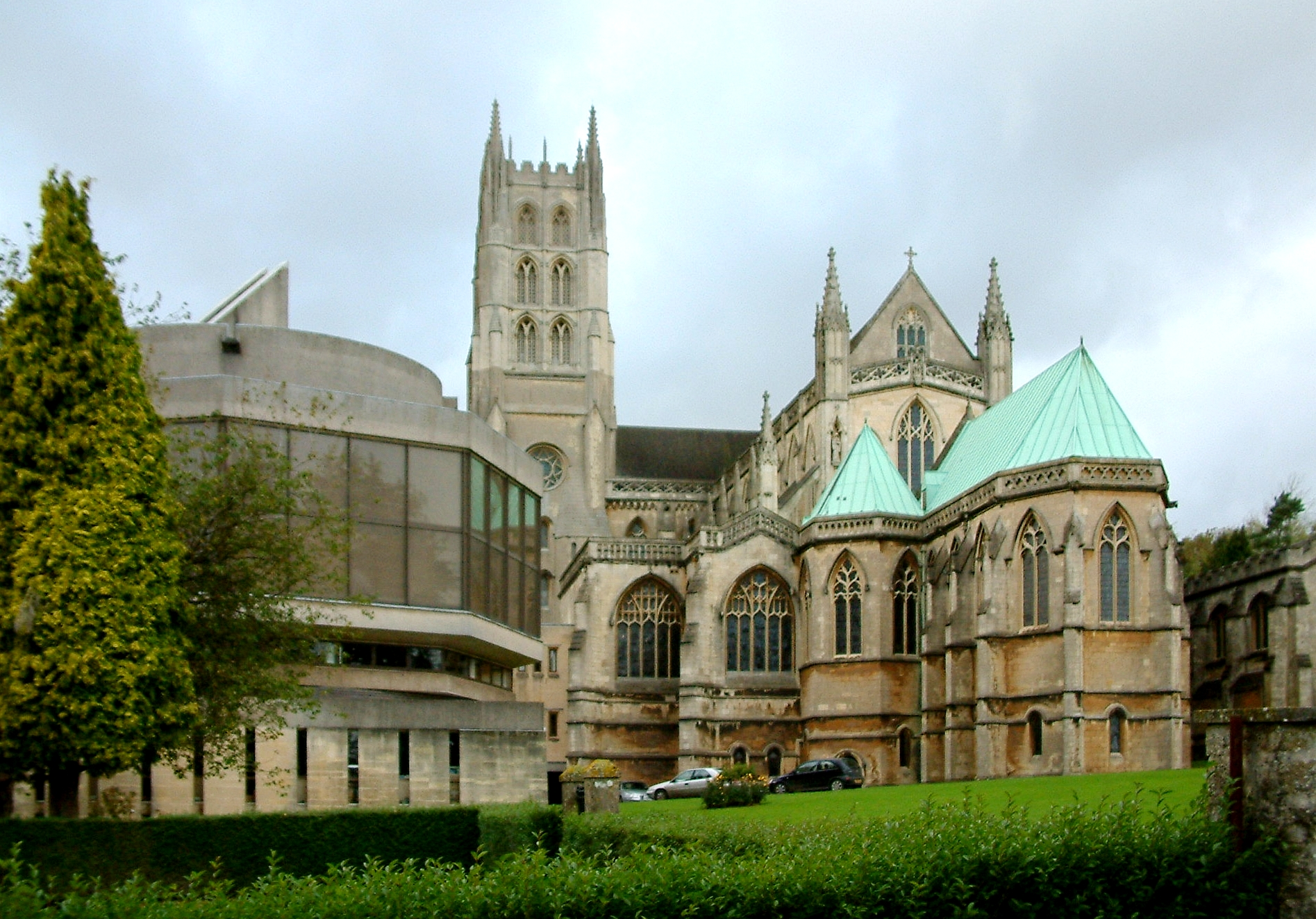
Basílica de San Gregorio Magno, en la abadía de Downside en Stratton-on-the-Fosse

La sede de la diócesis se encuentra en la ciudad de Bristol, en donde se halla la Catedral de San Pedro y San Pablo. En Clifton se encuentra la exprocatedral de los Santos Apóstoles, que desde 1850 hasta la construcción de la actual catedral en 1973, sirvió como procatedral diocesana. En Stratton-on-the-Fosse la basílica de San Gregorio Magno, iglesia de la abadía de Downside de la Orden de San Benito. En Bristol también se encuentra la Catedral de la Santísima Trinidad, que desde la Reforma anglicana pertenece a la Iglesia de Inglaterra, que fue la sede la diócesis católica de Bristol que existió entre 1554 y 1559, y que anteriormente perteneció a la diócesis de Worcester.
En 2023 en la diócesis existían 102 parroquias agrupadas en 9 áreas pastorales (que en 2023 remplazaron a los 13 decanatos): St Edmund of Abingdon, St Alexander Briant, St Kenelm, St Wulstan, St Aldelm, St Oliver Plunkett, Blessed Richard Whiting y St Dunstan.

## Historia
El vicariato apostólico del Distrito Oeste fue erigido el 30 de enero de 1688 mediante el breve Super cathedram del papa Inocencio XI, derivándolo su territorio del vicariato apostólico de Inglaterra (hoy arquidiócesis de Westminster).
El 3 de julio de 1840 cedió una parte de su territorio para la erección del vicariato apostólico de Gales (hoy arquidiócesis de Cardiff-Menevia) mediante el breve Muneris Apostolici del papa Gregorio XVI.
La sede del vicario apostólico estaba en Prior Park, cerca de Bath, una residencia adquirida por el obispo Peter Augustine Baines en 1828 como sede propia y sede del seminario del vicario apostólico. En 1843 el distrito comprendía poco menos de 20 000 católicos para 54 sacerdotes y abarcaba 6 condados: Cornwall, Devon, Dorset, Somerset, Gloucestershire y Wiltshire.
El 29 de septiembre de 1850, mediante el breve Universalis Ecclesiae del papa Pío IX se restableció la jerarquía católica en Inglaterra y Gales y se establecieron diócesis católicas para reemplazar los vicariatos apostólicos. El vicariato apostólico del Distrito Occidental se dividió en dos: los condados de Gloucestershire, Somerset y Wiltshire formaron el territorio de la nueva diócesis de Clifton, sufragánea de la arquidiócesis de Westminster, mientras que Cornualles, Devon y Dorset se incluyeron en la diócesis de Plymouth.
El obispo fijó su sede en Clifton, un distrito de Bristol. La diócesis recibió el nombre de Clifton, y no el de Bristol, porque la condición impuesta por el gobierno británico para la legalización de la Iglesia católica en Inglaterra, con el Acta de Ayuda Católica de 1829, había sido que no replicara los nombres y sedes de las diócesis de la Iglesia anglicana, que en la jurisprudencia británica habían heredado todos los derechos de las diócesis católicas antes de la Reforma anglicana. De hecho, la diócesis anglicana de Bristol fue erigida por el rey Enrique VIII de Inglaterra en 1540; sin embargo, esta sede, durante el reinado de la católica María I Tudor, entre 1554 y 1558, tuvo un obispo católico, John Holyman.
El 28 de junio de 1852 se constituyó el cabildo catedralicio, compuesto por un preboste y diez canónigos.
Originalmente sufragánea de la arquidiócesis de Westminster, pasó a formar parte de la provincia eclesiástica de la arquidiócesis de Birmingham el 28 de octubre de 1911.
En 1968 se inició la construcción de la catedral diocesana dedicada a los santos Pedro y Pablo, que fue consagrada en 1973.

## Estadísticas
Según el Anuario Pontificio 2024 la diócesis tenía a fines de 2023 un total de 173 300 fieles bautizados.
| Año                                                                             | Población            | Población | Población      | Sacerdotes | Sacerdotes    | Sacerdotes    | Bautizados por sacerdote | Diáconos permanentes | Religiosos | Religiosos | Parroquias |
| Año                                                                             | Bautizados católicos | Total     | % de católicos | Total      | Clero secular | Clero regular | Bautizados por sacerdote | Diáconos permanentes | Varones    | Mujeres    | Parroquias |
| ------------------------------------------------------------------------------- | -------------------- | --------- | -------------- | ---------- | ------------- | ------------- | ------------------------ | -------------------- | ---------- | ---------- | ---------- |
| 1950                                                                            | 52 260               | 1 564 034 | 3.3            | 240        | 105           | 135           | 217                      |                      | 185        | 763        | 85         |
| 1969                                                                            | 101 578              | 2 353 000 | 4.3            | 275        | 121           | 154           | 369                      |                      | 194        | 733        | 93         |
| 1980                                                                            | 111 380              | 2 307 000 | 4.8            | 244        | 127           | 117           | 456                      | 8                    | 167        | 585        | 102        |
| 1990                                                                            | 125 745              | 2 501 200 | 5.0            | 236        | 130           | 106           | 532                      | 19                   | 131        | 384        | 107        |
| 1999                                                                            | 125 740              | 2 566 407 | 4.9            | 204        | 134           | 70            | 616                      | 31                   | 81         | 288        | 107        |
| 2000                                                                            | 134 026              | 1 958 687 | 6.8            | 217        | 145           | 72            | 617                      | 35                   | 84         | 269        | 107        |
| 2001                                                                            | 136 290              | 1 958 687 | 7.0            | 212        | 140           | 72            | 642                      | 35                   | 84         | 274        | 107        |
| 2002                                                                            | 140 759              | 1 978 275 | 7.1            | 199        | 128           | 71            | 707                      | 35                   | 81         | 269        | 107        |
| 2003                                                                            | 133 944              | 1 956 166 | 6.8            | 199        | 128           | 71            | 673                      | 36                   | 81         | 265        | 107        |
| 2013                                                                            | 199 900              | 2 137 000 | 9.4            | 146        | 98            | 48            | 1369                     | 54                   | 54         | 107        | 107        |
| 2016                                                                            | 179 972              | 2 619 900 | 6.9            | 132        | 93            | 39            | 1363                     | 56                   | 45         | 96         | 103        |
| 2019                                                                            | 170 700              | 2 629 140 | 6.5            | 125        | 89            | 36            | 1365                     | 57                   | 41         | 94         | 104        |
| 2021                                                                            | 173 000              | 2 664 300 | 6.5            | 116        | 83            | 33            | 1491                     | 54                   | 35         | 93         | 104        |
| 2023                                                                            | 173 300              | 2 664 000 | 6.5            | 106        | 74            | 32            | 1634                     | 49                   | 34         | 91         | 102        |
| Fuente: Catholic-Hierarchy, que a su vez toma los datos del Anuario Pontificio. |                      |           |                |            |               |               |                          |                      |            |            |            |

## Episcopologio

### Vicarios apostólicos del Distrito Occidental
- Philip Michael Ellis, O.S.B. † (28 de enero de 1688-1705 renunció)
- Matthew Pritchard, O.F.M. † (20 de septiembre de 1713-20 de mayo de 1750 falleció)
- Lawrence William York, O.S.B. † (22 de mayo de 1750 por sucesión-11 de julio de 1763 renunció)
- Charles Walmesley, O.S.B. † (11 de julio de 1763 por sucesión-25 de noviembre de 1797 falleció)
- William Gregory Sharrock, O.S.B. † (25 de noviembre de 1797 por sucesión-17 de octubre de 1809 falleció)
- Peter Bernardine Collingridge, O.F.M. † (18 de octubre de 1809 por sucesión-3 de marzo de 1829 falleció)
- Peter Augustine Baines, O.S.B. † (3 de marzo de 1829 por sucesión-6 de julio de 1843 falleció)
- Charles Michael Baggs † (9 de enero de 1844-16 de octubre de 1845 falleció)
- William Bernard Ullathorne, O.S.B. † (12 de mayo de 1846-28 de julio de 1848 nombrado vicario apostólico del Distrito Central)
- Joseph William Hendren, O.F.M. † (28 de julio de 1848-29 de septiembre de 1850 nombrado obispo de Clifton)

### Obispos de Clifton
- Joseph William Hendren, O.F.M. † (29 de septiembre de 1850-22 de junio de 1851 nombrado obispo de Nottingham)
- Thomas Burgess † (27 de junio de 1851-27 de noviembre de 1854 falleció)
  - Sede vacante (1854-1857)[nota 2]
- William Hugh Joseph Clifford † (6 de febrero de 1857-14 de agosto de 1893 falleció)
- William Robert Brownlow † (20 de marzo de 1894-9 de noviembre de 1901 falleció)
- George Ambrose Burton † (15 de marzo de 1902-8 de febrero de 1931 falleció)
- William Lee † (18 de diciembre de 1931-21 de septiembre de 1948 falleció)
- Joseph Edward Rudderham † (14 de mayo de 1949-31 de agosto de 1974 retirado)
- Mervyn Alban Alexander † (20 de diciembre de 1974-27 de febrero de 2001 retirado)
- Declan Ronan Lang (27 de febrero de 2001-14 de marzo de 2024 renunció)
- John Bosco MacDonald, desde el 14 de marzo de 2024